# Graublauer Bläuling
Der Graublaue Bläuling (Pseudophilotes baton), auch Westlicher Quendel-Bläuling genannt, ist ein Schmetterling (Tagfalter) aus der Familie der Bläulinge (Lycaenidae). Das Artepitheton leitet sich von Baton, dem Wagenlenker des Feldherrn Amphiaraos aus der griechischen Mythologie ab.

## Merkmale
Die Falter erreichen eine Flügelspannweite von 20 bis 25 Millimetern. Sie haben hell graublaue Flügeloberseiten, mit schwarzem Rand einem länglichen Fleck auf jedem Flügel (Männchen) oder schwarzbraune Flügeloberseiten, die am Flügelansatz hellblau gestäubt sind (Weibchen). Beide Geschlechter haben am Flügelrand schwarz und weiß gescheckte Fransen. Die Flügelunterseiten sind hell blaugrau gefärbt und haben große schwarze Flecken, die hell umrandet sind. Auf dem Hinterflügel findet sich eine Binde aus mehreren orangen Flecken, die an beiden Seiten von schwarzen Flecken gesäumt sind.
Die Raupen werden ca. 15 Millimeter lang. Sie sind in ihrer Grundfärbung grün, haben aber drei auffällig pink gefärbte Längsbinden, die an den Rändern weißlich gefärbt sind. Diese Färbung imitiert nicht nur die Blütenfärbung der Futterpflanzen, sondern auch die grünen Bereiche. Damit sind sie auf den Pflanzen praktisch unsichtbar.

## Vorkommen
Sie sind vom Norden Portugals über Nordspanien, Frankreich und Süd- und Mitteleuropa verbreitet. Sie leben in einer Höhe von 200 bis 2.000 Metern. In Deutschland findet man sie nur mehr im mittleren und südlichen Teil, sie sind schon vielerorts verschwunden und sehr selten. Sie leben auf offenem, felsigem Gelände im Bergland, vor allem auf sonnigen Geröllhalden und auf Magerrasen mit kurzem Bewuchs und auf Sandflächen.

## Lebensweise
Die Tiere leben in Bereichen mit größerem Thymianbewuchs. Sie sitzen dort gerne mit halbgeöffneten Flügeln.
Die Weibchen legen ihre Eier auf die Blüten und Knospen der Futterpflanzen. Die Raupen benötigen viel Wärme und direktes Sonnenlicht um sich zu Entwickeln. Sie überwintern halb ausgewachsen. Sie verpuppen sich in einer gelblich grünen Puppe, die einen roten Rückenstreifen hat. Die Verpuppung erfolgt am Boden zwischen Pflanzenteilen.
Die Raupen ernähren sich von den Knospen, Blüten und unreifen Früchten von Breitblättrigem Thymian (Thymus pulegioides) und anderen Thymianarten, man findet sie aber manchmal auch auf anderen Lippenblütlern.

### Flugzeit
Die Falter fliegen jährlich in zwei Generationen von April bis Juni und von Juli bis Anfang September, in höheren Lagen nur in einer von Juni bis Juli.

## Gefährdung und Schutz
- Rote Liste BRD: 2 (stark gefährdet).[5]